# Afghanische Cricket-Nationalmannschaft in den Vereinigten Arabischen Emiraten in der Saison 2022/23
Die Tour der afghanischen Cricket-Nationalmannschaft in die Vereinigten Arabischen Emirate in der Saison 2022/23 fand vom 16. bis zum 19. Februar 2023 statt. Die internationale Cricket-Tour war Bestandteil der Internationalen Cricket-Saison 2022/23 und umfasste drei Twenty20s. Afghanistan gewann die Serie 2–1.

## Vorgeschichte
Afghanistan spielte zuvor beim ICC Men’s T20 World Cup 2022, bei dem auch die Vereinigten Arabischen Emirate teilnahmen. Diese spielten jedoch seitdem eine Tour in Nepal. Das letzte Aufeinandertreffen der beiden Mannschaften bei einer Tour fand in der Saison 2016/17 in den Vereinigten Arabischen Emiraten statt.

## Stadion
Das folgende Stadion wurde für die Tour als Austragungsort vorgesehen.
| Stadion                      | Stadt     | Kapazität | Spiele      |
| ---------------------------- | --------- | --------- | ----------- |
| Sheikh Zayed Cricket Stadium | Abu Dhabi | 20.000    | 1. – 3. T20 |

## Kaderlisten
Afghanistan benannte seinen Kader am 15. Februar.
| T20 | T20 |
| Ver. Arab. Emirate | Afghanistan |
| --- | --- |
| - Chundangapoyil Rizwan (K) - Vriitya Aravind - Zawar Farid - Basil Hameed - Muhammad Jawadullah - Aayan Afzal Khan - Zahoor Khan - Karthik Meiyappan - Rohan Mustafa - Fahad Nawaz - Akif Raja - Alishan Sharafu - Sanchit Sharma - Junaid Siddique - Ansh Tandon - Muhammad Waseem | - Rashid Khan (K) - Fareed Ahmad - Noor Ahmad - Sharafuddin Ashraf - Fazalhaq Farooqi - Rahmanullah Gurbaz (wk) - Karim Janat - Zahir Khan - Nijat Masood - Gulbadin Naib - Naveen-ul-Haq - Azmatullah Omarzai - Rahmat Shah - Mujeeb Ur Rahman - Ibrahim Zadran - Najibullah Zadran - Afsar Zazai - Hazratullah Zazai |

## Twenty20 Internationals

### Erstes Twenty20 in Abu Dhabi
| 16. Februar Scorecard | Abu Dhabi | Ver. Arab. Emirate 142-5 (20)     | – | Afghanistan 146-5 (19.1) |
|                       |           | Afghanistan gewinnt mit 5 Wickets |   |                          |

Afghanistan gewann den Münzwurf und entschied sich als Feldmannschaft zu beginnen. Als Spieler des Spiels wurde Karim Janat ausgezeichnet.

### Zweites Twenty20 in Abu Dhabi
| 18. Februar Scorecard | Abu Dhabi | Afghanistan 137-6 (20)                             | – | Ver. Arab. Emirate 138-1 (18.2) |
|                       |           | Vereinigte Arabische Emirate gewinnt mit 5 Wickets |   |                                 |

Afghanistan gewann den Münzwurf und entschied sich als Schlagmannschaft zu beginnen. Als Spieler des Spiels wurde Muhammad Waseem ausgezeichnet.

### Drittes Twenty20 in Abu Dhabi
| 19. Februar Scorecard | Abu Dhabi | Ver. Arab. Emirate 163-6 (20)     | – | Afghanistan 166-4 (19.1) |
|                       |           | Afghanistan gewinnt mit 6 Wickets |   |                          |

Afghanistan gewann den Münzwurf und entschied sich als Feldmannschaft zu beginnen. Als Spieler des Spiels wurde Karim Janat ausgezeichnet.

## Auszeichnungen

### Player of the Series
Als Player of the Series wurde der folgende Spieler ausgezeichnet.
| Serie    | Player of the Series |
| -------- | -------------------- |
| Twenty20 | Karim Janat          |

### Player of the Match
Als Player of the Match wurden die folgenden Spieler ausgezeichnet.
| Spiel       | Player of the Match |
| ----------- | ------------------- |
| 1. Twenty20 | Karim Janat         |
| 2. Twenty20 | Muhammad Waseem     |
| 3. Twenty20 | Karim Janat         |